# Wosinsky Mór Megyei Múzeum
A Wosinsky Mór Megyei Múzeum Szekszárdon található, a Szent István tér 26. sz. alatt.

## A múzeum története
Wosinsky Mór hazai és külföldi expedícióin nagy értékű, főként régészeti anyagot gyűjtött össze, ennek elhelyezése és bemutatása hamarosan szükségessé vált. Apponyi Sándor gróffal elhatározták, hogy létrehozzák Tolna vármegye múzeumát. Első kiállításuk 1896-ban, a millennium meghirdetett évében, az akkorra elkészült szekszárdi főgimnázium termeiben nyílt meg. Ahogy a termek átvették oktatási funkciójukat, sürgetővé vált egy önálló múzeum alapítása. Wosinsky a kor neves építészeit, Schickedanz Albertet és Herczog Fülöpöt, a Műcsarnok és a Szépművészeti Múzeum megálmodóit kérte fel múzeuma megtervezésére. Wosinsky elhivatott tevékenysége nyomán, 1902-ben megnyílt a neoreneszánsz stílusú múzeumpalota. Unikális a megyei múzeumok között abban, hogy eleve múzeum céljára épült.
A múzeumban állandó kiállítások várják a látogatókat. A régészeti kiállítás, a földszinten, Tolna megye történetét mutatja be az őskortól a kora Árpád-korig . A Megelevenedett képek – egy kisváros a századfordulón címet viselő helytörténeti kiállítás az emeleten található. Jelképes sétával, Szekszárd kelet-nyugati irányú tengelyén haladhatunk végig a tárlaton, olyan műemlékek között, amiket egykor a városba látogató notabilitások is megcsodálhattak. A régészeti- és fegyvergyűjteményt a  pincemúzeumban csak előre bejelentett csoportok látogathatják.

## Létrehozója emlékezete
A névadó Wosinsky Mór régész, múzeumalapító igazgató, bibliofil tudós papnak állít emléket a múzeum előtt felállított bronz mellszobor, Farkas Pál alkotása. 1989-ben készült el, az önálló múzeumépület gondolatának 90. évfordulójára. A szobrot a bölcskei Duna-mederből nemrég kiemelt nagy méretű római oltárkövek veszik körül.
Az 1970-es 1980-as években  az intézmény Béri Balog Ádám nevét viselte.